# Supercoppa di Lega di Prima Divisione 2014
La Supercoppa di Lega di Prima Divisione 2014 è stata la 15ª edizione della Supercoppa di Lega di Prima Divisione. Nel torneo si affrontano le vincitrici dei due gironi del campionato di Lega Pro Prima Divisione 2013-2014. L'edizione venne vinta dal Perugia per la prima volta nella sua storia.

## Squadre partecipanti
Le squadre partecipanti all'edizione 2014:
- Virtus Entella Vincitrice girone A di Lega Pro Prima Divisione 2013-2014
- Perugia Vincitore girone B di Lega Pro Prima Divisione 2013-2014

## Formula
La formula prevede che le due squadre si affrontino in una gara di andata e in una di ritorno: la vincitrice dell'edizione sarà quella che avrà segnato più gol in entrambe le gare. In caso di arrivo a pari reti, la vittoria dell'edizione verrà assegnata alla formazione che ha realizzato il maggior numero di gol in trasferta; nel caso che anche le reti fuori casa segnate dalle compagini siano uguali, si procederà ai tiri di rigore.

## Incontri
| Arbitro: | Baroni (Firenze) |

|               |           |           |
| Torromino 64’ | Marcatori | 31’ Nicco |

| Arbitro: | Serra (Torino) |

|                                       |           |             |
| R. Insigne 45+1’ Filipe 60’ Henty 81’ | Marcatori | 48’ Troiano |